# Христенко, Игорь Владленович
И́горь Владле́нович Христе́нко (род. 4 июля 1959, Ростов-на-Дону) — советский и российский актёр театра и кино, пародист, певец, артист эстрады, юморист.

## Биография
Родился 4 июля 1959 года в Ростове-на-Дону, в семье известного оперного певца Владлена Семёновича Христенко и балерины, заслуженной артистки Таджикской ССР Аллы Павловны Поляковой. После окончания школы переехал в Москву, где поступил в Высшее театральное училище имени М. С. Щепкина на курс Виктора Ивановича Коршунова. Жена Игоря, Елена, также выпускница этого училища.
В 1980 году, после окончания училища, работал в Театре сатиры, где играл несколько лет.
В 1990-е годы на телевидении выступал с пародиями на Бориса Ельцина, Александра Лебедя, Валерию Новодворскую и Владимира Жириновского. Тогда его номер так понравился Владимиру Вольфовичу, что он весьма часто сам приглашал артиста на некоторые вечеринки.
В период с 1999 по 2002 год работал в телевизионном проекте канала НТВ «Куклы», где озвучивал двенадцать персонажей.
Снимался в фильмах режиссёров Владимира Гориккера, Сергея Никоненко, Дмитрия Астрахана и Андрея Горбатого, а также в киножурналах «Ералаш» и «Фитиль». Принимал участие в озвучивании мультипликационных фильмов.
Работал в телепередаче Евгения Петросяна «Кривое зеркало», а также участвовал в проекте «Это смешно» на канале Россия-1.

## Фильмография

### Актёрские работы
- 1982 — Серебряное ревю — Юра Шатров
- 2003 — А поутру они проснулись — тракторист
- 2005 — Воскресенье в женской бане (серия «Скованные одной цепью») — Владимир Петрович
- 2007 — Иго любви (на DVD — 2011) — провинциальный комик
- 2009 — Аннушка — Фёдор, отец Милы
- 2012 — Красная Шапочка — мошенник-кутюрье
- 2013 — Три богатыря — Царь Салтан

#### Роли в киножурнале «Ералаш»
- Сюжет «Одноклассники», выпуск № 189, 2005 год[6];
- Сюжет «Снимите меня!», 2008 год[7] (партнёр — сын на тот момент президента РФ Дмитрия Медведева);
- Сюжет «Укушенный», 2014 год.

#### Роли в киножурнале «Фитиль»
- Сюжет «Начальник Балета», выпуск № 178, 2008 год[8].

### Озвучание мультфильмов
- 2002 — «Утро попугая Кеши» — Кеша
- 2005 — «Кеша — рыболов» — Кеша, участковый Ёлкин
- 2005 — «Мужество попугая Кеши» — Кеша, участковый Ёлкин
- 2005 — «Ну, погоди! (выпуск 19)» — Волк
- 2006 — «Ну, погоди! (выпуск 20)» — Волк
- 2006 — «Попугай Кеша и чудовище» — Кеша
- 2006 — «Похищение попугая Кеши» — Кеша, участковый Ёлкин
- 2012 — «Ну, погоди! Новогодний выпуск» — Волк
- 2017 — «Ну, погоди! Поймай звезду!» — Волк